# Meliosma sarawakensis
Meliosma sarawakensis är en tvåhjärtbladig växtart som beskrevs av Henry Nicholas Ridley. Meliosma sarawakensis ingår i släktet Meliosma och familjen Sabiaceae. Inga underarter finns listade.